# 1,5-anidro-D-fruttosio reduttasi
La 1,5-anidro-D-fruttosio reduttasi è un enzima appartenente alla classe delle ossidoreduttasi, che catalizza la seguente reazione:
1,5-anidro-D-glucitolo + NADP+ ⇄ 1,5-anidro-D-fruttosio + NADPH + H+
L'enzima riduce anche la piridina-3-aldeide ed il 2,3-butanodione. L'acetaldeide, il 2-deidroglucosio (o glucosone) ed il glucuronato sono substrati con una minore affinità. L'enzima non presenta attività, invece, su glucosio, mannosio e fruttosio.